# 兴泰街道
兴泰街道，是中华人民共和国贵州省黔西南布依族苗族自治州兴义市下辖的一个乡镇级行政单位。

## 行政区划
兴泰街道下辖以下地区：
富民社区、水库社区和水新社区。